# さぬきの夢2000
さぬきの夢2000（さぬきのゆめにせん）とは、香川県産の小麦の品種の一つ。香川県（旧・讃岐(さぬき)国）で2000年に命名・発売された事からこの名がある。

## 開発
県内におけるうどんの原料小麦は地粉(県内産)が使用されていたが、作付面積の大幅な減少と全国への宣伝によるブームによって消費量が増大した事により、1980年代以降はオーストラリア産のASW（Australian Standard White Noodle Blend）が主流となっていた。一方で、地粉を使って「昔のように風味のある」「文字通りの讃岐うどんを作りたい」という要望もあり、製粉・製麺団体などが構成する「県産小麦うどん開発研究会」の後援を受けて、1991年より香川県農業試験場が品種開発に着手した。
新種小麦の開発にあたっては、
1. 小麦粉の色
2. 食感
3. 育てやすさ

を重視して研究が進められた。この背景には、従来の香川県産の小麦が生産の安定性が低く、生産性の高いセトコムギは食味や色合いの評価が低かった事などがある。通常15年近くかかる開発期間を短縮するため、交配にあたっては麦にトウモロコシの花粉を受精させて半数体を利用するメイズ法が採用されている。開発中に生まれた新品種候補は1,000種以上に上り、それぞれうどんに調理して農業試験場で食味が検査された。
このような経緯を経て、農研機構（旧九州農業試験場）の開発した低アミロース品種の西海173号（後のニシホナミ）と農研機構（旧中国農業試験場）が開発した通常アミロース品種の中国142号の交配種が最終的にベースとして選ばれた。その特徴としては、
1. うどんにした時に明るい淡黄色となる
2. バランスのよい食感
3. 耐倒伏性に優れ、育成が容易

などが挙げられ、欠点である収穫量の少なさも肥料を増やすことで解決できる事がわかった。具体的な手法としては、西海173号を母、中国142号を父とした人工交配種をもとに、トウモロコシとの遠縁交雑によって半数体を育種し、その系統から選別が行われた。旧系統名は香育7号であったが、完成した2000年にさぬきの夢2000と名付けられた。

## 普及・評価
2001年に香川県の奨励品種となり、まず23ヘクタールの耕地で栽培が始められた。小麦としては早生種であり、一般的には11月中旬に種が播かれる。また、高い耐倒伏性を活かしてやや早い1月から2月に追肥が行われている。その後、栽培面積は2004年には1,086ヘクタールに拡大し県内の作付け面積の90%以上に達している。
2003年には品種登録されて種苗の生産には香川県の許諾が必要となり、事実上県外での生産が行えなくなった。また、2004年2月には中国四国農政局による2003年産小麦の評価において各項目でバランスよく得点し、最高評価を得ている。2004年2月1日からは「さぬきの夢2000こだわり店」の認証が行われ、店名も明示されている。これは、「めん」「だし」「サービス」の3つを厳しく審査するものである。また、2005年には県主催の競争入札において3年連続となる値幅制限の上限価格で落札された。2007年にはASWとさぬきの夢2000をブレンドした讃岐うどん用の小麦粉も開発され、これを使用した半生うどん「幽玄 premium」がモンドセレクションの金賞を受賞している 。また「手打ち体験教室」を開くなど、この小麦の宣伝と普及に努めている。麺打ちと茹でにおける小麦の香リを高く評価する人が多い。

## 課題

### 産地偽装問題
2004年11月には、2002年11月から2004年9月まで「さぬきの夢2000」100%使用として売られていた小麦粉が実際は80%がオーストラリア産であったという偽装表示が発覚した。JA香川県の家宅捜索が報道されるなど、消費者を裏切り非常に大きな問題になった。これによりイメージ面などに大きなダメージを受けた。

### うどんへの加工技量
うどんの原料とする場合にはASWと比べて加水比率の許容幅が狭い。このため職人の技量が要求され、店によっては製麺方法を改善する必要があった。また粗蛋白量は約7.5％とASWの8.8％よりも低く、グルテンの差から弾力や抗張力などが劣る。このため、グルテン形成のために食塩水の濃度を数％上げて混合時間を長くし、熟成は短くするなどの方法が提案されている。また香川県は対応策として「さぬきの夢2000こだわり店」店主を講師として招いた「製麺講習会」を開催し、職人技量向上と普及をすすめている。

### 供給量・宣伝
香川の名物としての「讃岐うどん」をマスメディアなどを積極的に利用した宣伝によりブームとなり爆発的に需要が増えたが、香川県のうどん生産量の5％程度しか供給量がなく、ASWなどとの併用を余儀なくされる製麺業者にとって生産性の向上や商品の安定供給が課題となっている。しかし「讃岐」のうどんを名乗るのであれば、讃岐の地粉を使うべきで、地粉を使っていると思っている消費者も多い。2000年以降、香川県産コムギの取引は3,000トンまでは生産者団体などが相手を選べる相対契約となっており、さぬきの夢2000は開発の経緯からこれを超える入札の分も県内の製麺業者に優先的に販売するように香川県が入札業者へ要望を出しているが、需要過多の状態が続いている。一方で大量販売を行わず「さぬきの夢2000」を使用しているこだわりの店も多く、うどん好きなどに評価されている。2008年に入り、現在「讃岐うどん」の主力原料であるオーストラリア産小麦が、4月1日に30%値上げされ、相対的にさぬきの夢2000の値段が安くなることとなったため、その需要はさらに増している。

## 後継種の誕生
その後、さぬきの夢2000の課題だったタンパク質の低さと製麺の難しさをクリアするため、プロジェクト検討会により後継種の開発が進められた結果、ASW由来の「香育20号」と純国産の「香育21号」の2つに絞り込まれた。そして、栽培試験や麺の試作、そして試食アンケートを総合した結果、2009年10月31日に「香育21号」がさぬきの夢2000の後継種に決定した。もちもちした食感と、香りの良さが特徴。
これを受けて香川県では品種登録を出願することにしており、3年ほどでさぬきの夢2000と切り替わる予定だとした。その後、「香育21号」は2010年3月18日に品種登録されて「さぬきの夢2009」となり、「さぬきの夢2000」同様に香川県のみで生産されることとなった。